# Weinstraße 34 (Deidesheim)

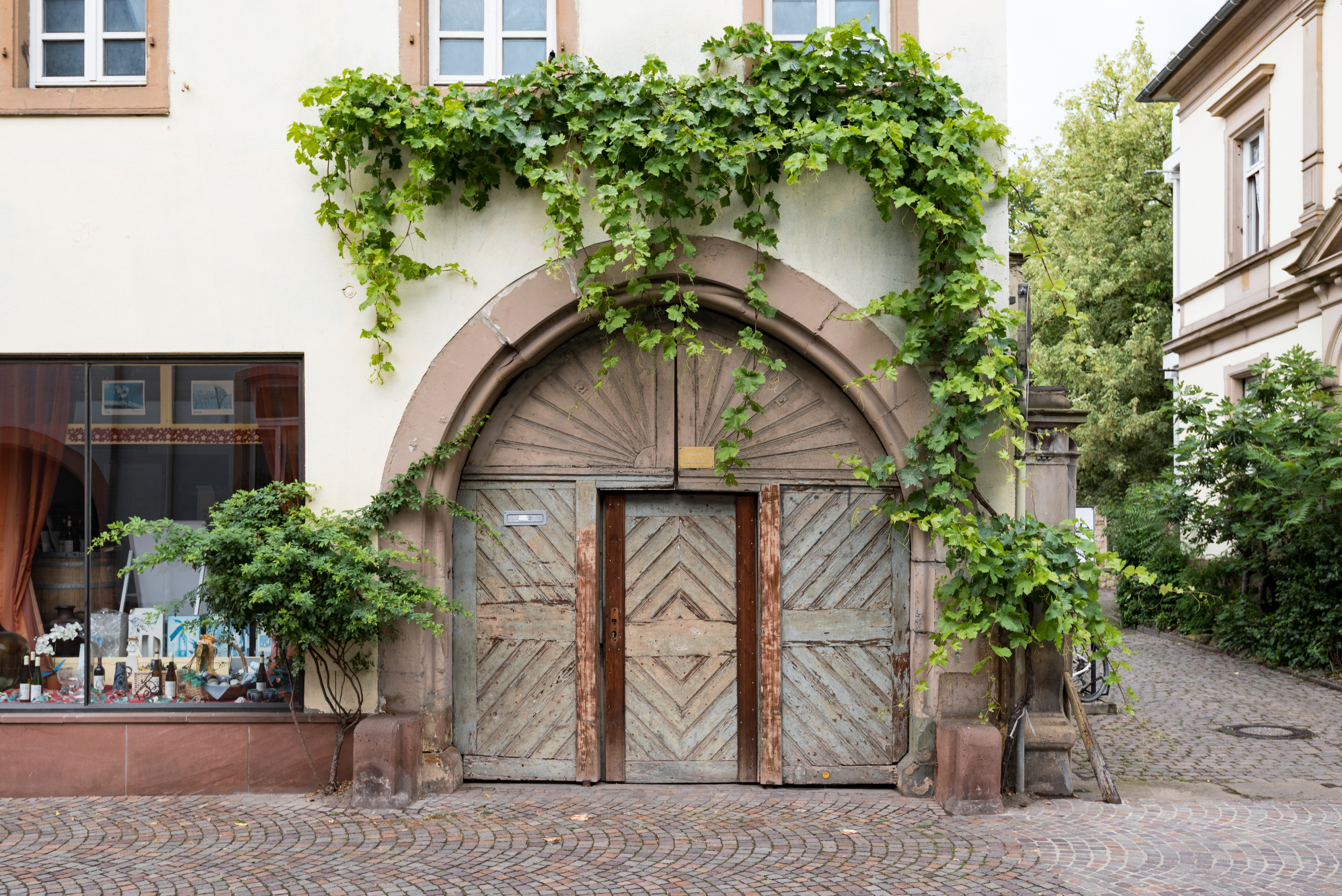
Spätgotische Torfahrt

Das Anwesen Weinstraße 34 in der rheinland-pfälzischen Landstadt Deidesheim ist ein ehemaliger Bauernhof. Es ist in der Denkmalliste des Landes Rheinland-Pfalz als Einzeldenkmal geführt.

## Geschichte
Das Anwesen beherbergte früher ein Weingut, das der Bürgermeister Deidesheims, Arnold Siben, hier und in dem benachbarten Anwesen mit der Nummer 32 führte. Später war hier ein Schreibwarenladen angesiedelt, heute ist hier eine Weinhandlung untergebracht.

## Anwesen
Die Hofanlage stammt in ihrem Kern aus dem 16./17. Jahrhundert, ihr heutiges Aussehen erhielt sie im Zuge baulicher Veränderungen im 18. Jahrhundert und später. Sie ist Teil des historischen Stadtkerns Deidesheims. Im Osten, zur Weinstraße hin, ist eine spätgotische Torfahrt aus Sandstein. Sie ist bezeichnet mit der Jahreszahl 1546 und in ihrer Fase mit Wülsten versehen, die im Bogenscheitel überlappen. Die frühere Küche ist überspannt von einem Kreuzgratgewölbe, und in dem tonnengewölbten Keller darunter befindet sich ein Brunnen. Die Scheune des Anwesens stammt aus dem 18. Jahrhundert, der Kellerabgang hier ist bezeichnet mit 16 IF 30.